# Bombylius mendax
Bombylius mendax är en tvåvingeart som beskrevs av Austen 1937. Bombylius mendax ingår i släktet Bombylius och familjen svävflugor.
Artens utbredningsområde är Israel. Inga underarter finns listade i Catalogue of Life.